# Jesper Bank
Jesper Bank  (ur. 6 kwietnia 1957 we Fredericii) – duński żeglarz sportowy, trzykrotny medalista olimpijski.

## Kariera sportowa
Startował w klasie Soling. Brał udział w czterech igrzyskach (IO 84, IO 88, IO 92, IO 00), na trzech zdobywał medale. W 1988 sięgnął po brązowy medal. W 1992 i 2000 zwyciężał. Był sternikiem łodzi. W 1992 i 1994 był srebrnym medalistą mistrzostw świata.